# New Basket Brindisi 2023-2024
Questa voce raccoglie le informazioni riguardanti il New Basket Brindisi nelle competizioni ufficiali della stagione 2023-2024.

## Stagione
La stagione 2023-2024 del New Basket Brindisi sponsorizzata Happy Casa, è la 13ª nel massimo campionato italiano di pallacanestro, la Serie A.
Il 22 ottobre viene esonerato, dopo quattro sconfitte consecutive, Fabio Corbani. Il 26 ottobre viene ingaggiato come allenatore Dragan Šakota.

## Roster
| Happy Casa Brindisi 2023-24 | Happy Casa Brindisi 2023-24 |
| Giocatori                   | Staff tecnico               |
| --------------------------- | --------------------------- |

| N. | Naz.                                         | Ruolo | Nome                  | Anno | Alt.   | Peso   |  |
| -- | -------------------------------------------- | ----- | --------------------- | ---- | ------ | ------ |  |
| 1  | Stati Uniti (bandiera)                       | G     | Jamel Morris          | 1992 | 193 cm | 88 kg  |  |
| 2  | Stati Uniti (bandiera)                       | GA    | Wendell Mitchell      | 1997 | 195 cm | 87 kg  |  |
| 3  | Stati Uniti (bandiera)                       | P     | Loren Jackson         | 1996 | 172 cm | 72 kg  |  |
| 4  | Italia (bandiera)                            | PG    | Niccolò Malaventura   | 2005 | 191 cm |        |  |
| 9  | Italia (bandiera)                            |       | Davide Buttiglione    | 2006 |        |        |  |
| 8  | Italia (bandiera)                            | P     | Tommaso Laquintana    | 1995 | 188 cm | 80 kg  |  |
| 9  | Italia (bandiera)                            | AC    | Tommaso Guadalupi     | 2006 | 199 cm |        |  |
| 10 | Stati Uniti (bandiera)                       | AP    | Xavier Sneed          | 1997 | 196 cm | 98 kg  |  |
| 11 | Stati Uniti (bandiera)                       | AG    | Nate Laszewski        | 1999 | 207 cm | 98 kg  |  |
| 12 | Stati Uniti (bandiera) · Lettonia (bandiera) | C     | Andrew Smith          | 1992 | 206 cm | 100 kg |  |
| 13 | Estonia (bandiera) · Italia (bandiera)       | GA    | Joonas Riismaa        | 2002 | 196 cm | 90 kg  |  |
| 17 | Senegal (bandiera) · Italia (bandiera)       | C     | Fadilou Seck          | 1997 | 207 cm | 92 kg  |  |
| 21 | Italia (bandiera)                            | A     | Eric Lombardi         | 1993 | 201 cm | 100 kg |  |
| 24 | Stati Uniti (bandiera)                       | G     | Frank Bartley         | 1994 | 190 cm | 95 kg  |  |
| 25 | Stati Uniti (bandiera)                       | AC    | JaJuan Johnson (C)    | 1989 | 208 cm | 100 kg |  |
| 26 | Camerun (bandiera) · Italia (bandiera)       | C     | Jordan Bayehe         | 1999 | 204 cm | 96 kg  |  |
| 30 | Stati Uniti (bandiera)                       | P     | Jeremy Senglin        | 1995 | 188 cm | 86 kg  |  |
| 33 | Stati Uniti (bandiera) · Malta (bandiera)    | P     | Eric Washington       | 1993 | 183 cm | 81 kg  |  |
| 77 | Rep. Ceca (bandiera)                         | GA    | Tomáš Kyzlink         | 1993 | 198 cm | 98 kg  |  |
| -  | Italia (bandiera)                            |       | Nicolò Flores         | 2005 |        |        |  |
| -  | Italia (bandiera)                            | PG    | Alessandro Guido (IN) | 2002 | 188 cm | 80 kg  |  |
| -  | Italia (bandiera)                            | AP    | Fabrizio Mazzone      | 2005 | 188 cm |        |  |
| -  | Italia (bandiera)                            | AC    | Andrea Quitadamo      | 2005 | 196 cm |        |  |
| -  | Italia (bandiera)                            | PG    | Matteo Valente        | 2007 |        |        |  |

| Allenatore                                                                                            |
| - Fabio Corbani (fino al 22 ottobre) - Marco Esposito (ad interim) - / Dragan Šakota (dal 30 ottobre) |
| Assistente/i                                                                                          |
| - Marco Esposito - Daniele Vicenzutto Legenda - (C) Capitano - (IN) Inattivo - Infortunato Roster     |

Budget complessivo = 4.031K € (Bilancio depositato presso la CCIAA di Brindisi)

## Mercato

### Sessione estiva
| Acquisti | Acquisti           | Acquisti            | Acquisti   | Acquisti |
| R.a      | Nome               | da                  | Modalità   |          |
| -------- | ------------------ | ------------------- | ---------- | -------- |
| P        | Tommaso Laquintana | Brescia             | svincolato |          |
| P        | Jeremy Senglin     | Pall. Reggiana      | svincolato |          |
| G        | Jamel Morris       | Lietkabelis         | svincolato |          |
| GA       | Wendell Mitchell   | Körmend             | svincolato |          |
| AP       | Eric Lombardi      | Blu Treviglio       | svincolato |          |
| AP       | Xavier Sneed       | Greens. Swarm       | svincolato |          |
| AP       | Tomáš Kyzlink      | Limoges CSP         | svincolato |          |
| AG       | JaJuan Johnson     | BCM Gravelines      | svincolato |          |
| AG       | Nate Laszewski     | Notre Dame F. Irish | svincolato |          |
| C        | Fadilou Seck       | Vigor Matelica      | svincolato |          |

| Cessioni | Cessioni          | Cessioni         | Cessioni       | Cessioni |
| R.       | Nome              | a                | Modalità       |          |
| -------- | ----------------- | ---------------- | -------------- | -------- |
| P        | Ky Bowman         | Universo Treviso | fine contratto |          |
| P        | Bruno Mascolo     | Virtus Bologna   | opzione uscita |          |
| G        | Marcquise Reed    | T. Büyükçekmece  | fine contratto |          |
| G        | D'Angelo Harrison | Universo Treviso | fine contratto |          |
| G        | Doron Lamb        | U.S. Monastir    | fine contratto |          |
| AP       | Jason Burnell     | Brescia          | fine contratto |          |
| AG       | Andrea Mezzanotte | Aquila Trento    | fine prestito  |          |
| AG       | Dino Bocevski     | Stella Azzurra   | fine prestito  |          |
| AC       | Nick Perkins      | Nagasaki Velca   | fine contratto |          |

### Dopo l'inizio della stagione
| Acquisti | Acquisti        | Acquisti       | Acquisti         | Acquisti   |
| R.       | Nome            | da             | Data             | Modalità   |
| -------- | --------------- | -------------- | ---------------- | ---------- |
| P        | Loren Jackson   | BCM Gravelines | 25 novembre 2023 | svincolato |
| G        | Frank Bartley   | Qingdao Eagles | 30 dicembre 2023 | svincolato |
| P        | Eric Washington | Samsun         | 15 febbraio 2024 | svincolato |
| C        | Andrew Smith    | Hapoel Eilat   | 15 febbraio 2024 | svincolato |

| Cessioni | Cessioni         | Cessioni            | Cessioni         | Cessioni       |
| R.       | Nome             | a                   | Data             | Modalità       |
| -------- | ---------------- | ------------------- | ---------------- | -------------- |
| G        | Wendell Mitchell | Benedetto XIV Cento | 21 novembre 2023 | rescissione    |
| GA       | Tomáš Kyzlink    | Włocławek           | 9 gennaio 2024   | fine contratto |
| P        | Loren Jackson    | Legia Varsavia      | 17 gennaio 2024  | rescissione    |
| AC       | JaJuan Johnson   | Hapoel Eilat        | 25 gennaio       | prestito       |
| P        | Jeremy Senglin   | Free agent          | 29 febbraio 2029 | rescissione    |

## Risultati

### Campionato

#### Stagione regolare

##### Andata
| Arbitri: | Baldini (Firenze) Nicolini (Palermo) Catani (Pescara) |

|                                  |            |                              |
| Bayehe 17 Mitchell 10 Lazewski 9 | Punti      | 21 Hervey 15 Smith 11 Vitali |
| Morris 4                         | Assist     | 4 Weber, Faye                |
| Laszewski 8                      | Rimbalzi   | 7 Hervey                     |
| Fabio Corbani                    | Allenatori | Dīmītrīs Priftīs             |

| Arbitri: | Lanzarini (Bologna) Borgo (Vicenza) Galasso (Siena) |

|                             |            |                                |
| Dowe 15 Baldasso 13 Daum 11 | Punti      | 13 Bayehe 12 Morris 10 Kyzlink |
| Dowe 6                      | Assist     | 4 Morris                       |
| Weems 9                     | Rimbalzi   | 6 Bayehe                       |
| Marco Ramondino             | Allenatori | Fabio Corbani                  |

| Arbitri: | Lo Guzzo (Pisa) Bettini (Bologna) Valleriani (Frosinone) |

|                              |            |                                   |
| Morris 16 Riismaa 9 Bayehe 8 | Punti      | 21 Bamforth 16 Bluiett 16 Tambone |
| Morris, Mitchell 3           | Assist     | 3 Bamforth, Ford                  |
| Laszewski 8                  | Rimbalzi   | 6 Ford                            |
| Fabio Corbani                | Allenatori | Maurizio Buscaglia                |

| Arbitri: | Paternicò (Enna) Perciavalle (Torino) Marziali (Roma) |

|                                  |            |                                 |
| Zubcic 24 Ennis 13 Sokolowski 12 | Punti      | 13 Morris 12 Riismaa 12 Johnson |
| Ennis 6                          | Assist     | 4 Morris                        |
| Zubcic, Sokolowski, Dut Biar 6   | Rimbalzi   | 5 Bayehe, Lombardi              |
| Igor Milicic                     | Allenatori | Fabio Corbani                   |

| Arbitri: | Sahin (Messina) Gonella (Genova) Noce (Latina) |

|                                |            |                               |
| Johnson 24 Sneed 16 Kyzlink 14 | Punti      | 30 Moore 17 Varnado 15 Willis |
| Morris, Kyzlink 4              | Assist     | 5 Moore                       |
| Kyzlink 8                      | Rimbalzi   | 6 Ogbeide, Varnado            |
| Marco Esposito                 | Allenatori | Nicola Brienza                |

| Arbitri: | Lanzarini (Bologna) Quarta (Torino) Catani (Pescara) |

|                                 |            |                                      |
| Riismaa 10 Lombardi 10 Sneed 9  | Punti      | 11 Bortolani 11 Poythress 11 Shields |
| Morris,Kyzlink,Sneed,Lombardi 2 | Assist     | 4 Lo                                 |
| Lombardi, Kyzlink 7             | Rimbalzi   | 7 Melli                              |
| Dragan Sakota                   | Allenatori | Ettore Messina                       |

| Arbitri: | Baldini (Firenze) Paglialunga (Taranto) Valleriani (Frosinone) |

|                                 |            |                                  |
| Tucker 21 Brown Jr. 15 Simms 14 | Punti      | 21 Sneed 15 Riismaa 15 Laszewski |
| Spissu 6                        | Assist     | 7 Sneed                          |
| Spissu 5                        | Rimbalzi   | 6 Sneed, Lombardi                |
| Neven Spahija                   | Allenatori | Dragan Sakota                    |

| Arbitri: | Rossi (Arezzo) Grigioni (Roma) Pepponi (Perugia) |

|                           |            |                                  |
| Alviti 21 Hubb 16 Udom 11 | Punti      | 19 Laszewski 18 Morris 11 Bayehe |
| Baldwin 6                 | Assist     | 4 Morris, Senglin                |
| Baldwin 7                 | Rimbalzi   | 11 Bayehe                        |
| Paolo Galbiati            | Allenatori | Dragan Sakota                    |

| Arbitri: | Paternicò (Enna) Borgioni (Roma) Dori (Venezia) |

|                               |            |                          |
| Bayehe 25 Senglin 22 Sneed 12 | Punti      | 14 Shengelia 14 Lundberg |
| Senglin 7                     | Assist     | 3 Pajola,Dobric          |
| Bayehe 10                     | Rimbalzi   | 9 Shengelia              |
| Dragan Sakota                 | Allenatori | Luca Banchi              |

| Arbitri: | Mazzoni (Grosseto) Nicolini (Palermo) Quarta (Torino) |

|                                     |            |                               |
| Bowman 19 Olisevicius 15 Zanelli 13 | Punti      | 17 Senglin 13 Morris 11 Sneed |
| Olisevicius 6                       | Assist     | 1 Morris                      |
| Harrison 8                          | Rimbalzi   | 8 Sneed                       |
| Francesco Vitucci                   | Allenatori | Dragan Sakota                 |

| Arbitri: | Lo Guzzo (Pisa) Bartoli (Trieste) Catani (Pescara) |

|                                  |            |                                      |
| Laszewski 22 Senglin 16 Sneed 16 | Punti      | 23 Hanlan 14 Moretti 10 Cauley-Stein |
| Senglin 5                        | Assist     | 4 Hanlan                             |
| Sneed 7                          | Rimbalzi   | 6 Moretti                            |
| Dragan Sakota                    | Allenatori | Tom Bialaszewski                     |

| Arbitri: | Baldini (Firenze) Mazzoni (Grosseto) Capotorto (Roma) |

|                                      |            |                                  |
| Tyree 17 Diop 13 Charalampopoulos 11 | Punti      | 15 Senglin 13 Laszewski 13 Sneed |
| Cappelletti, Kruslin 4               | Assist     | 5 Jackson                        |
| Diop 8                               | Rimbalzi   | 5 Sneed                          |
| Piero Bucchi                         | Allenatori | Dragan Sakota                    |

| Arbitri: | Attard (Siracusa) Bongiorni (Pisa) Lucotti (Milano) |

|                               |            |                               |
| Sneed 26 Morris 19 Johnson 15 | Punti      | 26 Logan 21 Gentile 11 Gamble |
| Senglin 7                     | Assist     | 5 Robinson                    |
| Sneed 8                       | Rimbalzi   | 5 Pini                        |
| Dragan Sakota                 | Allenatori | Matteo Boniciolli             |

| Arbitri: | Borgioni (Roma) Quarta (Torino) Catani (Pescara) |

|                                   |            |                               |
| Adrian 12 Zegarowski 12 Golden 12 | Punti      | 22 Morris 12 Senglin 11 Sneed |
| Lacey 4                           | Assist     |                               |
| Golden 6                          | Rimbalzi   | 9 Sneed                       |
| Demis Cavina                      | Allenatori | Dragan Sakota                 |

| Arbitri: | Lanzarini (Bologna) Giovannetti (Terni) Marziali (Roma) |

|                                  |            |                                     |
| Sneed 28 Bartley 17 Laszewski 13 | Punti      | 20 Bilan 14 Christon 11 Della Valle |
| Senglin 3                        | Assist     | 5 Della Valle                       |
| Lombardi, Sneed 6                | Rimbalzi   | 7 Bilan                             |
| Dragan Sakota                    | Allenatori | Alessandro Magro                    |

##### Ritorno
| Arbitri: | Attard (Siracusa) Baldini (Firenze) Patti (Pescara) |

|                                    |            |                               |
| Lundberg 16 Belinelli 16 Pajola 12 | Punti      | 21 Bartley 18 Sneed 15 Morris |
| Hackett 7                          | Assist     | 3 Sneed, Laszewski            |
| Polonara 15                        | Rimbalzi   | 6 Sneed                       |
| Luca Banchi                        | Allenatori | Dragan Sakota                 |

| Arbitri: | Rossi (Arezzo) Bettini (Bologna) Capotorto (Roma) |

|                               |            |                                  |
| Morris 19 Sneed 11 Bartley 11 | Punti      | 20 Pullen 19 Ennis 17 Sokolowski |
| Bartley 4                     | Assist     | 4 Ennis                          |
| Sneed, Bartley 9              | Rimbalzi   | 9 Owens                          |
| Dragan Sakota                 | Allenatori | Igor Milicic                     |

| Arbitri: | Begnis (Cremona) Percivalle (Torino) Dori (Venezia) |

|                                |            |                                   |
| Ford 18 Bluiett 15 Bamforth 13 | Punti      | 25 Bartley 19 Sneed 14 Laquintana |
| Bamforth 4                     | Assist     | 4 Bartley                         |
| Ford 9                         | Rimbalzi   | 12 Sneed                          |
| Romeo Sacchetti                | Allenatori | Dragan Sakota                     |

| Arbitri: | Paternicò (Enna) Bongiorni (Pisa) Noce (Latina) |

|                              |            |                          |
| Sneed 19 Morris 18 Bayehe 13 | Punti      | 16 Ross 11 Weems 11 Dowe |
| Senglin 4                    | Assist     | 3 Strautins, Ross        |
| Bayehe 7                     | Rimbalzi   | 5 Baldasso, Strautins    |
| Dragan Sakota                | Allenatori | Walter De Raffaele       |

| Arbitri: | Lo Guzzo (Pisa) Galasso (Siena) Pepponi (Perugia) |

|                                  |            |                              |
| Napier 11 Voigtmann 10 Mirotic 9 | Punti      | 17 Sneed 10 Morris 10 Bayehe |
| Shields 5                        | Assist     | 3 Morris, Laquintana         |
| Melli 12                         | Rimbalzi   | 9 Bayehe                     |
| Ettore Messina                   | Allenatori | Dragan Sakota                |

| Arbitri: | Bartoli (Trieste) Grigioni (Roma) Noce (Latina) |

|                                     |            |                                |
| Sneed 21 Washington 16 Laszewski 10 | Punti      | 21 Denegri 13 Eboua 10 Pecchia |
| Washington 4                        | Assist     | 3 McCullough, Pecchia          |
| Sneed 9                             | Rimbalzi   | 8 Pecchia                      |
| Dragan Sakota                       | Allenatori | Demis Cavina                   |

| Arbitri: | Mazzoni (Grosseto) Borgo (Vicenza) Dori (Venezia) |

|                                 |            |                                  |
| Besson 19 Moretti 17 Mannion 16 | Punti      | 17 Sneed 16 Morris 14 Washington |
| Mannion 6                       | Assist     | 6 Washington                     |
| Brown 9                         | Rimbalzi   | 9 Laszewski                      |
| Tom Bialaszewski                | Allenatori | Dragan Sakota                    |

| Arbitri: | Baldini (Firenze) Gonella (Genova) Catani (Pescara) |

|                                  |            |                              |
| Washington 22 Sneed 17 Morris 15 | Punti      | 17 Mooney 16 Niang 12 Alviti |
| Washington 4                     | Assist     | 3 Hubb, Baldwin              |
| Bayehe 7                         | Rimbalzi   | 6 Baldwin                    |
| Dragan Sakota                    | Allenatori | Paolo Galbiati               |

| Arbitri: | Attard (Siracusa) Borgioni (Roma) Valleriani (Frosinone) |

|                                  |            |                                      |
| Gentile 14 Pinkins 13 Rossato 13 | Punti      | 22 Bartley 14 Laszewki 11 Washington |
| Robinson 11                      | Assist     | 7 Morris                             |
| Pinkins 11                       | Rimbalzi   | 11 Sneed                             |
| Matteo Boniciolli                | Allenatori | Dragan Sakota                        |

| Arbitri: | Begnis (Cremona) Galasso (Siena) Patti (Pescara) |

|                                   |            |                                     |
| Sneed 25 Bartley 12 Washington 12 | Punti      | 16 Cappelletti 15 Jefferson 14 Diop |
| Bayehe 2                          | Assist     | 6 Jefferson                         |
| Sneed 6                           | Rimbalzi   | 5 Diop, Gombauld                    |
| Dragan Sakota                     | Allenatori | Nenad Markovic                      |

| Arbitri: | Paternicò (Enna) Attard (Siracusa) Capotorto (Roma) |

|                                   |            |                               |
| Bartley 25 Sneed 19 Washington 11 | Punti      | 20 Allen 13 Bowman 9 Paulicap |
| Washington 7                      | Assist     | 3 Robinson                    |
| Sneed 9                           | Rimbalzi   | 5 Paulicap, Olisevicius       |
| Dragan Sakota                     | Allenatori | Francesco Vitucci             |

| Arbitri: | Sahin (Messina) Quarta (Torino) Nicolini (Palermo) |

|                               |            |                                 |
| Smith 23 Black 13 Galloway 11 | Punti      | 12 Bartley 12 Sneed 11 Laszewki |
| Galloway 4                    | Assist     | 8 Washington                    |
| Atkins 5                      | Rimbalzi   | 6 Smith, Bartley                |
| Dimitris Priftis              | Allenatori | Dragan Sakota                   |

| Arbitri: | Borgioni (Roma) Bartoli (Trieste) Lucotti (Milano) |

|                               |            |                                      |
| Moore 19 Willis 17 Varnado 14 | Punti      | 22 Sneed 20 Washington 14 Laquintana |
| Varnado 4                     | Assist     | 6 Washington                         |
| Ogbeide, Varnado 5            | Rimbalzi   | 7 Smith                              |
| Nicola Brienza                | Allenatori | Dragan Sakota                        |

| Arbitri: | Paternicò (Enna) Bettini (Bologna) Catani (Pescara) |

|                              |            |                                   |
| Sneed 22 Bayehe 17 Morris 14 | Punti      | 23 Spissu 19 Kabengele 11 Wiltjer |
| Washington,Bartley 4         | Assist     | 4 Spissu, Heidegger, Casarin      |
| Lombardi 9                   | Rimbalzi   | 12 Kabengele                      |
| Dragan Sakota                | Allenatori | Neven Spahija                     |

| Arbitri: | Rossi (Arezzo) Borgo (Vicenza) Capotorto (Roma) |

|                                    |            |                              |
| Della Valle 18 Akele 16 Gabriel 15 | Punti      | 16 Morris 12 Bayehe 10 Sneed |
| Christon, Burnell, Della Valle 5   | Assist     | 5 Morris                     |
| Burnell 9                          | Rimbalzi   | 6 Washington                 |
| Alessandro Magro                   | Allenatori | Dragan Sakota                |

### Fiba Europe Cup

#### Girone F

##### Andata
| Arbitri: | Josip Jurcevic Petr Hrusa Sinisa Prpa |

|                                  |            |                                           |
| Johnson 24 Morris 21 Mitchell 15 | Punti      | 22 Bell-Haynes 15 Emegano 13 Sulejmanovic |
| Morris 6                         | Assist     | 4 Cinciarini                              |
| Bayehe 7                         | Rimbalzi   | 8 Yusta                                   |
| Fabio Corbani                    | Allenatori | Porfirio Fisac                            |

| Arbitri: | Gintaras Vitkauskas Vladimir Jevtovic Ritvars Helmsteins |

|                                |            |                                |
| Kovliar 21 Kirves 14 Hermet 11 | Punti      | 15 Sneed 14 Kyzlink 13 Johnson |
| Kovliar 9                      | Assist     | 4 Morris                       |
| Hermet 11                      | Rimbalzi   | 11 Laszewski                   |
| Heiko Rannula                  | Allenatori | Marco Esposito                 |

##### Ritorno
| Arbitri: | Marek Kukelcik Mehmet Sahin Christian Theis |

|                                  |            |                                     |
| Yusta 17 Watt 17 Sulejmanovic 14 | Punti      | Kyzlink 21 Laszewski 16 Mitchell 14 |
| Cinciarini 11                    | Assist     | 10 Kyzlink                          |
| Cinciarini, González 8           | Rimbalzi   | 11 Laszewski                        |
| Porfirio Fisac                   | Allenatori | Marco Esposito                      |

| Arbitri: | Nemanja Ninkovic Alexandre Maret Armin Mutapcic |

|                               |            |                                   |
| Sneed 29 Kyzlink 13 Morris 12 | Punti      | 16 Jurkatamm 12 Kovliar 11 Suarez |
| Riisma 4                      | Assist     | 5 Kovliar                         |
| Bayehe 9                      | Rimbalzi   | 5 Suarez                          |
| Dragan Sakota                 | Allenatori | Heiko Rannula                     |

### Basket Champione League

#### Preliminari
| Arbitri: | Boris Krejic Martin Vulic Gintaras Maciulis |

|                                 |            |                               |
| Morris 16 Johnson 15 Riismaa 14 | Punti      | 17 Neal 12 Richard 12 Gotcher |
| Senglin, Laszewski, Mitchell 3  | Assist     | 8 Neal                        |
| Laszewski 6                     | Rimbalzi   | 11 Freeman                    |
| Fabio Corbani                   | Allenatori | Cristian Achim                |

| Arbitri: | Ademir Zurapovic Wojciech Liszka Carsten Straube |

|                                  |            |                                      |
| Morris 19 Johnson 12 Mitchell 11 | Punti      | 16 Van der Mars 10 Moore 10 Stumbris |
| Senglin 6                        | Assist     | 2 Moore                              |
| Bayehe 8                         | Rimbalzi   | 8 Mayfield                           |
| Fabio Corbani                    | Allenatori | Erik Braal                           |

| Arbitri: | Ademir Zurapovic Martin Vulic Gedvilas Gvidas |

|                               |            |                                 |
| Sako 19 Nzekwesi 12 Blakes 11 | Punti      | 15 Morris 13 Riismaa 13 Johnson |
| Campbell 5                    | Assist     | 6 Senglin                       |
| Hruban 9                      | Rimbalzi   | 7 Johnson                       |
| Laurent Vila                  | Allenatori | Fabio Corbani                   |

## Statistiche

### Statistiche di squadra
| Competizione              | Punti | In casa | In casa | In casa | In casa | In casa | In trasferta | In trasferta | In trasferta | In trasferta | In trasferta | Totale | Totale | Totale | Totale | Totale | Totale |
| Competizione              | Punti | G       | V       | P       | Ptf     | Pts     | G            | V            | P            | Ptf          | Pts          | G      | V      | P      | Ptf    | Pts    | Diff.  |
| ------------------------- | ----- | ------- | ------- | ------- | ------- | ------- | ------------ | ------------ | ------------ | ------------ | ------------ | ------ | ------ | ------ | ------ | ------ | ------ |
| Serie A Stagione regolare | 20    | 15      | 7       | 8       | 1184    | 1226    | 15           | 3            | 12           | 1091         | 1229         | 30     | 10     | 20     | 2275   | 2455   | -180   |
| FIBA Europe Cup           | 2     | 2       | 1       | 1       | 169     | 160     | 2            | 0            | 2            | 142          | 167          | 4      | 1      | 3      | 311    | 327    | -16    |
| Basket Champions League   | 4     | 0       | 0       | 0       | 0       | 0       | 3            | 2            | 1            | 224          | 217          | 3      | 2      | 1      | 224    | 217    | +7     |
| Totale                    | 26    | 17      | 8       | 9       | 1353    | 1386    | 20           | 5            | 15           | 1457         | 1613         | 37     | 13     | 24     | 2810   | 2999   | -189   |

### Statistiche individuali

#### In campionato
| Nome                | G  | Pun  | Min  | Falli | Falli | Tiri da 2 | Tiri da 2 | Tiri da 2 | Tiri da 3 | Tiri da 3 | Tiri da 3 | Tiri Liberi | Tiri Liberi | Tiri Liberi | Rimbalzi | Rimbalzi | Rimbalzi | Stop | Stop | Palle | Palle | Ass  | Val  | Media Punti | Media Val. |
| Nome                | G  | Pun  | Min  | C     | S     | R         | T         | %         | R         | T         | %         | R           | T           | %           | O        | D        | T        | D    | S    | P     | R     | Ass  | Val  | Media Punti | Media Val. |
| ------------------- | -- | ---- | ---- | ----- | ----- | --------- | --------- | --------- | --------- | --------- | --------- | ----------- | ----------- | ----------- | -------- | -------- | -------- | ---- | ---- | ----- | ----- | ---- | ---- | ----------- | ---------- |
| Xavier Sneed        | 27 | 437  | 882  | 55    | 149   | 84        | 185       | 45.4      | 47        | 148       | 31.8      | 128         | 161         | 79.5        | 32       | 137      | 169      | 18   | 13   | 47    | 35    | 45   | 503  | 16.2        | 18.6       |
| Jamel Morris        | 29 | 335  | 770  | 75    | 50    | 63        | 151       | 41.7      | 56        | 164       | 34.1      | 41          | 47          | 87.2        | 8        | 62       | 70       | 2    | 7    | 49    | 16    | 73   | 213  | 11.6        | 7.3        |
| Nate Laszewski      | 30 | 264  | 820  | 87    | 71    | 38        | 84        | 45.2      | 45        | 97        | 46.4      | 53          | 67          | 79.1        | 23       | 95       | 118      | 8    | 7    | 30    | 11    | 24   | 260  | 8.8         | 8.7        |
| Jordan Bayehe       | 28 | 238  | 657  | 88    | 78    | 78        | 141       | 55.3      | 7         | 22        | 31.8      | 61          | 77          | 79.2        | 55       | 91       | 146      | 3    | 6    | 34    | 10    | 20   | 273  | 8.5         | 9.8        |
| Frank Bartley       | 16 | 207  | 433  | 27    | 41    | 49        | 93        | 52.7      | 26        | 98        | 26.5      | 31          | 42          | 73.8        | 10       | 49       | 59       | 2    | 4    | 30    | 20    | 31   | 172  | 12.9        | 10.7       |
| Jeremy Senglin      | 14 | 136  | 388  | 41    | 22    | 23        | 55        | 41.8      | 28        | 61        | 45.9      | 6           | 10          | 60.0        | 7        | 27       | 34       | 2    | 3    | 16    | 13    | 39   | 117  | 9.7         | 8.4        |
| Eric Washington     | 10 | 129  | 279  | 21    | 42    | 30        | 49        | 61.2      | 13        | 30        | 43.3      | 30          | 34          | 88.2        | 7        | 19       | 26       | 0    | 1    | 29    | 10    | 47   | 163  | 12.9        | 16.3       |
| JaJuan Johnson      | 13 | 111  | 285  | 28    | 25    | 48        | 91        | 52.7      | 0         | 2         | 0.0       | 15          | 19          | 78.9        | 12       | 37       | 49       | 5    | 1    | 12    | 4     | 12   | 116  | 8.5         | 8.9        |
| Tommaso Laquintana  | 22 | 89   | 252  | 43    | 34    | 25        | 47        | 53.2      | 6         | 25        | 24.0      | 21          | 31          | 67.7        | 8        | 25       | 33       | 0    | 4    | 16    | 8     | 28   | 78   | 4.0         | 3.5        |
| Joonas Riismaa      | 27 | 82   | 298  | 33    | 22    | 13        | 22        | 59.1      | 12        | 35        | 34.3      | 20          | 26          | 76.9        | 13       | 21       | 34       | 3    | 2    | 13    | 10    | 13   | 78   | 3.0         | 2.9        |
| Tomas Kyzlink       | 11 | 74   | 253  | 24    | 17    | 16        | 31        | 51.6      | 11        | 41        | 26.8      | 9           | 12          | 75.0        | 8        | 26       | 34       | 0    | 2    | 19    | 2     | 21   | 56   | 6.7         | 5.1        |
| Eric Lombardi       | 26 | 68   | 332  | 32    | 22    | 18        | 34        | 52.9      | 7         | 27        | 25.9      | 11          | 13          | 84.6        | 20       | 51       | 71       | 6    | 1    | 13    | 10    | 11   | 104  | 2.6         | 4.0        |
| Andrew Smith        | 10 | 44   | 138  | 29    | 9     | 20        | 31        | 64.5      | 0         | 0         | 0.0       | 4           | 6           | 66.7        | 19       | 20       | 39       | 2    | 0    | 6     | 4     | 6    | 56   | 4.4         | 5.6        |
| Wendell Mitchell    | 7  | 30   | 99   | 17    | 12    | 7         | 18        | 38.9      | 3         | 22        | 13.6      | 7           | 9           | 77.8        | 4        | 9        | 13       | 0    | 3    | 6     | 7     | 6    | 10   | 4.3         | 1.4        |
| Loren Jackson       | 5  | 25   | 101  | 8     | 13    | 3         | 17        | 17.6      | 3         | 15        | 20.0      | 10          | 10          | 100.0       | 3        | 1        | 4        | 0    | 2    | 8     | 2     | 12   | 12   | 5.0         | 2.4        |
| Fadilou Seck        | 4  | 3    | 34   | 6     | 1     | 1         | 2         | 50.0      | 0         | 1         | 0.0       | 1           | 2           | 50.0        | 0        | 4        | 4        | 0    | 0    | 1     | 0     | 0    | -2   | 0.7         | -0.5       |
| Tommaso Guadalupi   | 1  | 3    | 1    | 0     | 0     | 0         | 0         | 0.0       | 1         | 1         | 100.0     | 0           | 0           | 0.0         | 0        | 0        | 0        | 0    | 0    | 0     | 0     | 0    | 3    | 3.0         | 3.0        |
| Niccolò Malaventura | 1  | 0    | 2    | 0     | 0     | 0         | 0         | 0.0       | 0         | 0         | 0.0       | 0           | 0           | 0.0         | 0        | 0        | 0        | 0    | 0    | 0     | 0     | 0    | -1   | 0.0         | -1.0       |
| Davide Buttiglione  | 1  | 0    | 1    | 0     | 0     | 0         | 0         | 0.0       | 0         | 0         | 0.0       | 0           | 0           | 0.0         | 0        | 0        | 0        | 0    | 0    | 0     | 0     | 0    | 0    | 0.0         | 0.0        |
| squadra             | 0  | 0    | 0    | 11    | 7     | 0         | 0         | 0.0       | 0         | 0         | 0.0       | 0           | 0           | 0.0         | 42       | 40       | 82       | 0    | 0    | 38    | 3     | 0    | 43   | 0           | 0          |
| TOTALE              | 30 | 2275 | 6025 | 625   | 615   | 516       | 1051      | 49.1      | 265       | 789       | 33.6      | 448         | 566         | 79.2        | 271      | 714      | 985      | 51   | 56   | 367   | 165   | 388  | 2254 | 75.8        | 75.1       |
| MEDIE               |    |      |      | 20.8  | 20.5  | 17.2      | 35.0      | 49.1      | 8.8       | 26.3      | 33.6      | 14.9        | 18.9        | 79.2        | 9.0      | 23.8     | 32.8     | 1.7  | 1.9  | 12.2  | 5.5   | 12.9 |      |             |            |

#### In FIBA Europe Cup
| Nome                | G | Pun | Min | Falli | Falli | Tiri da 2 | Tiri da 2 | Tiri da 2 | Tiri da 3 | Tiri da 3 | Tiri da 3 | Tiri Liberi | Tiri Liberi | Tiri Liberi | Rimbalzi | Rimbalzi | Rimbalzi | Stop | Stop | Palle | Palle | Ass  | Val | Media Punti | Media Val. |
| Nome                | G | Pun | Min | C     | S     | R         | T         | %         | R         | T         | %         | R           | T           | %           | O        | D        | T        | D    | S    | P     | R     | Ass  | Val | Media Punti | Media Val. |
| ------------------- | - | --- | --- | ----- | ----- | --------- | --------- | --------- | --------- | --------- | --------- | ----------- | ----------- | ----------- | -------- | -------- | -------- | ---- | ---- | ----- | ----- | ---- | --- | ----------- | ---------- |
| Xavier Sneed        | 3 | 52  | 66  | 6     | 0     | 7         | 25        | 28.0      | 7         | 12        | 58.3      | 17          | 18          | 94.4        | 4        | 8        | 12       | 4    | 0    | 3     | 2     | 3    | 46  | 17.3        | 15.3       |
| Tomas Kyzlink       | 4 | 51  | 105 | 9     | 0     | 8         | 16        | 50.0      | 9         | 22        | 40.9      | 8           | 9           | 88.9        | 2        | 5        | 7        | 0    | 0    | 13    | 4     | 17   | 44  | 12.7        | 11.0       |
| Nate Laszewski      | 4 | 42  | 120 | 9     | 0     | 4         | 11        | 36.4      | 6         | 14        | 42.9      | 16          | 20          | 80.0        | 6        | 28       | 34       | 4    | 0    | 6     | 5     | 6    | 66  | 10.5        | 16.5       |
| Jamel Morris        | 3 | 42  | 100 | 11    | 0     | 7         | 21        | 33.3      | 7         | 20        | 33.0      | 7           | 9           | 77.8        | 1        | 5        | 6        | 0    | 0    | 9     | 1     | 12   | 23  | 14.0        | 7.7        |
| JaJuan Johnson      | 3 | 40  | 61  | 4     | 0     | 18        | 30        | 60.0      | 0         | 0         | 0.0       | 4           | 4           | 100.0       | 4        | 5        | 9        | 3    | 0    | 4     | 1     | 2    | 39  | 13.3        | 13.0       |
| Wendell Mitchell    | 4 | 29  | 87  | 9     | 0     | 5         | 12        | 41.7      | 5         | 16        | 31.2      | 4           | 4           | 100.0       | 4        | 9        | 13       | 0    | 0    | 9     | 2     | 7    | 24  | 7.2         | 6.0        |
| Jordan Bayehe       | 3 | 19  | 66  | 8     | 0     | 4         | 11        | 36.4      | 2         | 5         | 40.0      | 5           | 7           | 71.4        | 4        | 14       | 18       | 2    | 0    | 5     | 3     | 0    | 25  | 6.3         | 8.3        |
| Eric Lombardi       | 3 | 13  | 41  | 8     | 0     | 4         | 5         | 80.0      | 1         | 3         | 33.3      | 2           | 5           | 40.0        | 2        | 5        | 7        | 0    | 0    | 2     | 3     | 1    | 16  | 4.3         | 5.3        |
| Joonas Riismaa      | 4 | 10  | 113 | 11    | 0     | 2         | 7         | 28.6      | 1         | 16        | 6.2       | 3           | 4           | 75.0        | 6        | 15       | 21       | 0    | 0    | 4     | 4     | 11   | 21  | 2.5         | 5.2        |
| Tommaso Laquintana  | 1 | 7   | 22  | 3     | 0     | 2         | 2         | 100.0     | 1         | 2         | 50.0      | 0           | 0           | 0.0         | 2        | 0        | 2        | 0    | 0    | 0     | 1     | 3    | 12  | 7.0         | 12.0       |
| Fadilou Seck        | 2 | 6   | 35  | 3     | 0     | 0         | 2         | 0.0       | 0         | 0         | 0.0       | 6           | 8           | 75.0        | 2        | 3        | 5        | 0    | 0    | 5     | 1     | 0    | 3   | 3.0         | 1.5        |
| Niccolò Malaventura | 1 | 0   | 7   | 2     | 0     | 0         | 0         | 0.0       | 0         | 1         | 0.0       | 0           | 2           | 0.0         | 0        | 0        | 0        | 0    | 0    | 0     | 0     | 0    | -3  | 0.0         | -3.0       |
| Tommaso Guadalupi   | 1 | 0   | 2   | 0     | 0     | 0         | 0         | 0.0       | 0         | 0         | 0.0       | 0           | 0           | 0.0         | 0        | 0        | 0        | 0    | 0    | 0     | 0     | 0    | 0   | 0.0         | 0.0        |
| squadra             | 0 | 0   | 0   | 1     | 0     | 0         | 0         | 0.0       | 0         | 0         | 0.0       | 0           | 0           | 0.0         | 4        | 13       | 17       | 0    | 0    | 2     | 0     | 0    | 15  | 0           | 0          |
| TOTALE              | 4 | 311 | 825 | 88    | 0     | 61        | 142       | 43.0      | 39        | 111       | 35.1      | 72          | 90          | 80.0        | 41       | 110      | 151      | 13   | 0    | 62    | 27    | 62   | 331 | 77.7        | 82.7       |
| MEDIE               |   |     |     | 22.0  | 0.0   | 15.2      | 35.5      | 43.0      | 9.7       | 27.7      | 35.1      | 18.0        | 22.5        | 80.0        | 10.2     | 27.5     | 37.7     | 3.2  | 0.0  | 15.5  | 6.7   | 15.5 |     |             |            |

#### In Basket Champions League
| Nome                | G | Pun | Min | Falli | Falli | Tiri da 2 | Tiri da 2 | Tiri da 2 | Tiri da 3 | Tiri da 3 | Tiri da 3 | Tiri Liberi | Tiri Liberi | Tiri Liberi | Rimbalzi | Rimbalzi | Rimbalzi | Stop | Stop | Palle | Palle | Ass  | Val | Media Punti | Media Val. |
| Nome                | G | Pun | Min | C     | S     | R         | T         | %         | R         | T         | %         | R           | T           | %           | O        | D        | T        | D    | S    | P     | R     | Ass  | Val | Media Punti | Media Val. |
| ------------------- | - | --- | --- | ----- | ----- | --------- | --------- | --------- | --------- | --------- | --------- | ----------- | ----------- | ----------- | -------- | -------- | -------- | ---- | ---- | ----- | ----- | ---- | --- | ----------- | ---------- |
| Jamel Morris        | 3 | 50  | 97  | 10    | 0     | 9         | 19        | 47.4      | 9         | 24        | 37.5      | 5           | 8           | 62.5        | 1        | 9        | 10       | 0    | 0    | 7     | 1     | 5    | 31  | 16.7        | 10.3       |
| JaJuan Johnson      | 3 | 40  | 93  | 7     | 0     | 12        | 28        | 42.9      | 3         | 5         | 60.0      | 7           | 9           | 77.8        | 5        | 12       | 17       | 5    | 0    | 2     | 1     | 9    | 50  | 13.3        | 16.7       |
| Jeremy Senglin      | 3 | 32  | 86  | 9     | 0     | 4         | 9         | 44.4      | 5         | 13        | 38.5      | 9           | 13          | 69.2        | 3        | 7        | 10       | 0    | 0    | 9     | 5     | 15   | 36  | 10.7        | 12.0       |
| Joonas Riismaa      | 3 | 27  | 50  | 5     | 0     | 5         | 8         | 62.5      | 5         | 9         | 55.6      | 2           | 2           | 100.0       | 1        | 3        | 4        | 1    | 0    | 5     | 5     | 3    | 28  | 9.0         | 9.3        |
| Nate Laszewski      | 3 | 17  | 67  | 6     | 0     | 1         | 4         | 25.0      | 4         | 9         | 44.4      | 3           | 4           | 75.0        | 5        | 9        | 14       | 1    | 0    | 2     | 3     | 5    | 29  | 5.7         | 9.7        |
| Wendell Mitchell    | 3 | 17  | 52  | 4     | 0     | 1         | 4         | 25.0      | 4         | 10        | 40.0      | 3           | 3           | 100.0       | 1        | 2        | 3        | 1    | 0    | 6     | 2     | 4    | 12  | 5.7         | 4.0        |
| Jordan Bayehe       | 3 | 16  | 69  | 5     | 0     | 4         | 8         | 50.0      | 1         | 3         | 33.3      | 5           | 6           | 83.3        | 3        | 11       | 14       | 2    | 0    | 3     | 0     | 1    | 23  | 5.3         | 7.7        |
| Tommaso Laquintana  | 3 | 14  | 45  | 9     | 0     | 4         | 9         | 44.4      | 2         | 5         | 40.0      | 0           | 0           | 0.0         | 1        | 7        | 8        | 0    | 0    | 2     | 2     | 1    | 15  | 4.7         | 5.0        |
| Eric Lombardi       | 3 | 11  | 40  | 4     | 0     | 2         | 4         | 50.0      | 2         | 3         | 66.7      | 1           | 2           | 50.0        | 1        | 2        | 3        | 1    | 0    | 5     | 6     | 1    | 13  | 3.7         | 4.3        |
| Fadilou Seck        | 1 | 0   | 0.5 | 0     | 0     | 0         | 0         | 0.0       | 0         | 0         | 0.0       | 0           | 0           | 0.0         | 0        | 0        | 0        | 0    | 0    | 0     | 0     | 0    | 0   | 0.0         | 0.0        |
| Niccolò Malaventura | 1 | 0   | 0.5 | 0     | 0     | 0         | 0         | 0.0       | 0         | 0         | 0.0       | 0           | 0           | 0.0         | 0        | 0        | 0        | 0    | 0    | 0     | 0     | 0    | 0   | 0.0         | 0.0        |
| squadra             | 0 | 0   | 0   | 0     | 0     | 0         | 0         | 0.0       | 0         | 0         | 0.0       | 0           | 0           | 0.0         | 6        | 2        | 8        | 0    | 0    | 0     | 0     | 0    | 8   | 0           | 0          |
| TOTALE              | 3 | 224 | 600 | 59    | 0     | 42        | 93        | 45.2      | 35        | 81        | 43.2      | 35          | 47          | 74.5        | 27       | 64       | 91       | 11   | 0    | 41    | 25    | 44   | 245 | 74.7        | 81.7       |
| MEDIE               |   |     |     | 19.7  | 0.0   | 14.0      | 31.0      | 45.2      | 11.7      | 27.0      | 43.2      | 11.7        | 15.7        | 74.5        | 9.0      | 21.3     | 30.3     | 3.7  | 0.0  | 13.7  | 8.3   | 14.7 |     |             |            |